# Gmina Siewierz
Die Gmina Siewierz ist eine Stadt-und-Land-Gemeinde im Powiat Będziński der Woiwodschaft Schlesien in Polen. Ihr Sitz ist die gleichnamige Stadt mit etwa 5500 Einwohnern.

## Geographie
Die Gemeinde hat eine Flächenausdehnung von 115,00 km². 55 % des Gemeindegebiets werden landwirtschaftlich genutzt, 30 % sind mit Wald bedeckt.

## Gliederung
Zur Stadt-und-Land-Gemeinde Siewierz gehören die Stadt selbst und folgende Dörfer mit einem Schulzenamt (sołectwa):
Brudzowice
Dziewki
Gołuchowice
Leśniaki
Nowa Wioska
Podwarpie
Tuliszów
Warężyn
Wojkowice Kościelne
Żelisławice

## Politik

### Bürgermeister
An der Spitze der Stadtverwaltung steht der Bürgermeister. Seit 2006 war dies Zdzisław Banaś, der 2024 nicht mehr antrat und durch Dariusz Waluszczyk abgelöst wurde. Die turnusmäßige Wahl im April 2024 führte zu folgenden Ergebnis:
- Dariusz Waluszczyk (Wahlkomitee Dariusz Waluszczyk) 52,0 % der Stimmen
- Tomasz Dzierżanowski (Wahlkomitee Tomasz Dzierżanowski) 48,0 % der Stimmen

Damit wurde Waluszczyk bereits im ersten Wahlgang zum neuen Bürgermeister gewählt.
Die turnusmäßige Wahl im Oktober 2018 führte zu folgenden Ergebnis:
- Zdzisław Banaś (Wahlkomitee Zdzisław Banaś) 49,8 % der Stimmen
- Tomasz Dzierżanowski (Wahlkomitee Tomasz Dzierżanowski) 31,4 % der Stimmen
- Małgorzata Miłoch (Wahlkomitee Małgorzata Miłoch) 13,2 % der Stimmen
- Mrcin Mizerski (Wahlkomitee „Fürstentum Siewierz“) 3,3 % der Stimmen
- Übrige 2,3 % der Stimmen

In der damit notwendigen Stichwahl wurde Amtsinhaber Banaś mit 58,2 % der Stimmen gegen Dzierżanowski als Bürgermeister wiedergewählt.

### Gemeinderat
Der Gemeinderat umfasst 15 Mitglieder, die in Einpersonenwahlkreisen direkt gewählt werden. Die Wahl im April 2024 führte zu folgendem Ergebnis:
- Wahlkomitee Dariusz Waluszczyk 47,4 % der Stimmen, 7 Sitze
- Wahlkomitee Tomasz Dzierżanowski 44,5 % der Stimmen, 8 Sitze
- Koalicja Obywatelska (KO)  6,4 % der Stimmen, kein Sitz
- Übrige 1,7 % der Stimmen, kein Sitz

Die Wahl im Oktober 2018 führte zu folgendem Ergebnis:
- Wahlkomitee Zdzisław Banaś 38,2 % der Stimmen, 9 Sitze
- Wahlkomitee Tomasz Dzierżanowski 26,8 % der Stimmen, 1 Sitz
- Wahlkomitee Małgorzata Miłoch 17,6 % der Stimmen, 4 Sitze
- Wahlkomitee „Fürstentum Siewierz“ 11,1 % der Stimmen, 1 Sitz
- Übrige 6,2 % der Stimmen, kein Sitz